# 阿法纳西耶夫卡农村居民点
阿法纳西耶夫卡农村居民点（俄语：Афанасьевское сельское поселение）是俄罗斯联邦别尔哥罗德州阿列克谢耶夫卡区所属的一个农村居民点。其下辖有1个居民点，行政中心为阿法纳西耶夫卡。据2016年统计，该农村居民点的人口为1156人。